# Hormona liberadora de hormona del crecimiento
La hormona liberadora de hormona del crecimiento, (GHRH, por sus siglas en inglés) antes llamada somatocrinina y somatoliberina, es un neuropéptido de 44 aminoácidos secretado por el hipotálamo y que actúa principalmente sobre las células somatótropas de la adenohipófisis estimulando la liberación de hormona del crecimiento.

## Estructura
El producto de la transcripción genética es un proteína de 108 aminoácidos (aa) conformada por: péptido señal (aa 1-21), propéptido (aa 21-31 y 78-108), péptido (aa 32-75).
Primaria
La secuencia de aminoácidos (44 aa de largo) del neuropéptido GHRH humano es:
```
HO-Tyr- Ala- Asp- Ala- Ile- Phe- Thr- Asn- Ser- Tyr- Arg- Lys- Val- Leu- Gly- Gln- Leu- Ser- Ala- Arg- Lys- Leu- Leu- Gln- Asp- Ile- Met- Ser- Arg- Gln- Gln- Gly- Glu- Ser- Asn- Gln- Glu- Arg- Gly- Ala- Arg- Ala- Arg- Leu-NH
2
```

## Secreción

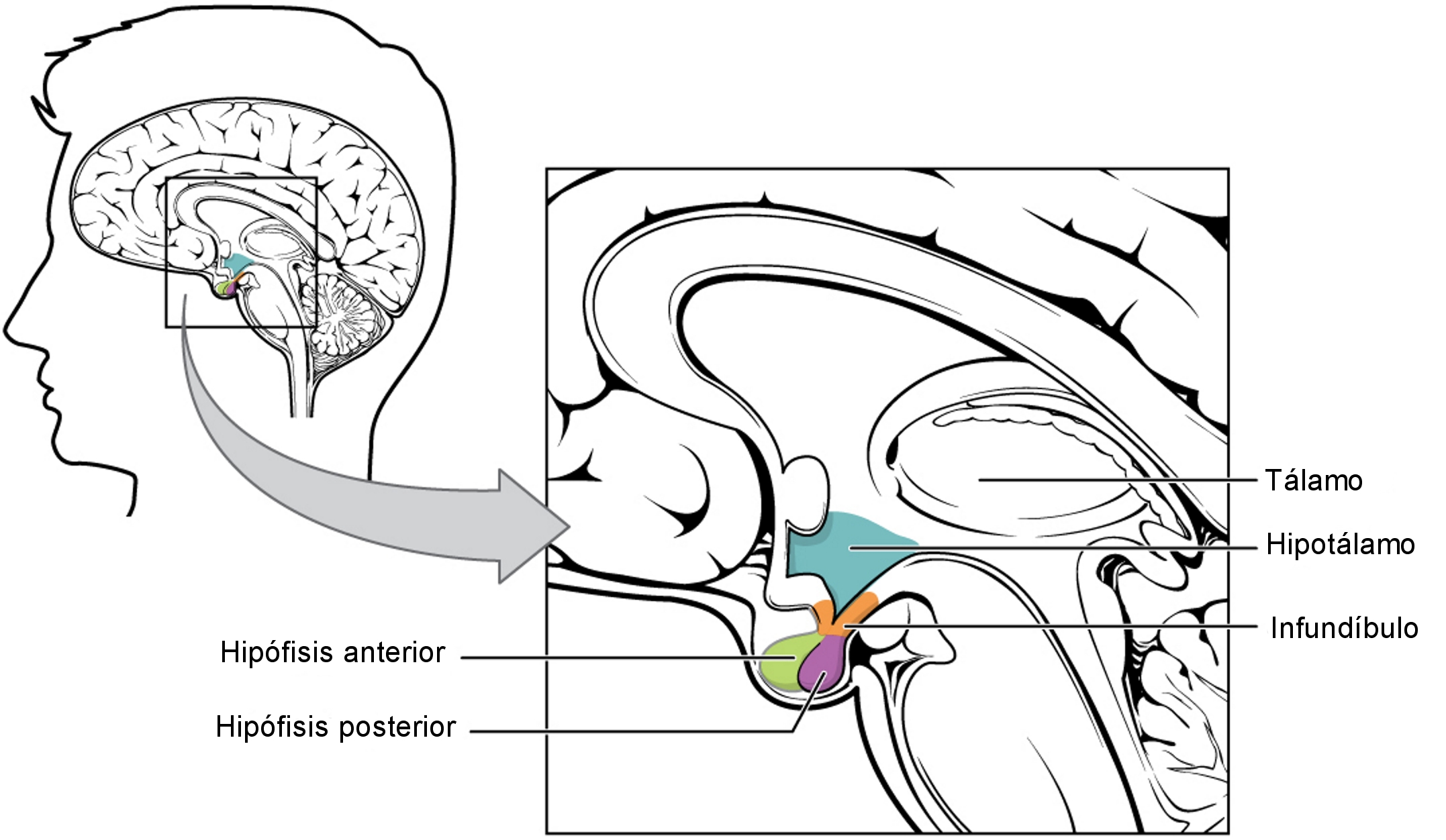
Hipotálamo

La hormona liberadora de hormona del crecimiento (GHRH), aparece por primera vez en el hipotálamo humano entre las 18-29 semanas de gestación, lo que corresponde al inicio de la producción de la hormona del crecimiento y otros somatotropos en los fetos.
La GHRH es liberada desde las células neurosecretoras del núcleo Arqueado del hipotálamo, se secreta en la circulación portal hipofisaria de la eminencia media, y es transportada por la sangre al lóbulo anterior de la hipófisis.

 En la adenohipófisis la GHRH se une a las células somatótropas en sus receptores de membrana, por el dominio extracelular y dispara la señalización intracelular.
El control de la secreción de esa hormona lo lleva a cabo junto con la somatostatina, que tiene efectos inhibidores.

La secreción de la somatoliberina es intermitente y se produce de siete a ocho veces por día, principalmente durante las primeras horas del sueño.
La síntesis de somatocrinina y somatostatina está regulada por diversos neurotransmisores, hormonas y señales metabólicas. La liberación pulsátil de la somatropina se produce por la liberación «rítmica y alternante» de las dos hormonas reguladores a la «circulación portal hipotálamo-hipofisaria». 
El ritmo de secreción de GHRH alcanza su mayor amplitud en el sueño de ondas lentas, aunque varía de acuerdo con el sexo y la edad.
 La GHRH provoca aumentos en la duración e intensidad de sueño sin movimientos oculares rápidos (fase NREM). La estimulación de la fase NREM por la GHRH es una acción hipotalámica. La estimulación del sueño de movimientos oculares rápidos (fase REM) por GHRH está mediada por la hormona de crecimiento (GH).

## Receptor de GHRH

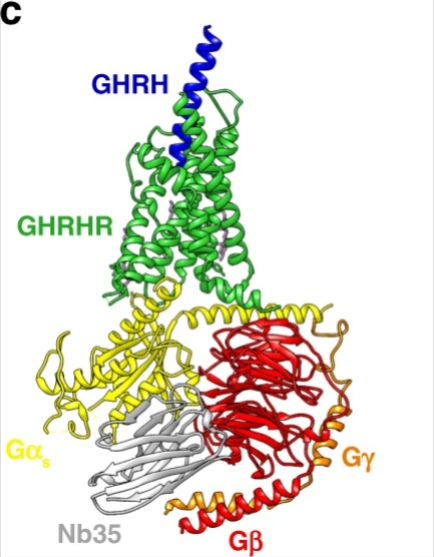
Complejo GHRH-GHRH-R-Gproteína. Estructura secundaria.
GHRH-R = Receptor (en verde).
GHRH= Hormona liberadora (en azul).

La hormona liberadora de hormona del crecimiento GHRH, viaja desde el hipotálamo y se une a su receptor asociado a proteína G en la membrana celular de las células somatótropas de la adenohipófisis. 
Este receptor GHRH-R  es un GPCR (en inglés G Protein-Coupled Receptor) de la clase B, unido a una proteína G heterotrimérica. GHRH-R consta de un dominio extracelular (ECD) y un dominio de siete hélices transmembrana (7-TMD).
Se ha detectado la expresión de ARNm para la hormona liberadora de la hormona del crecimiento (GHRH) en tejidos fuera de la hipófisis, incluido el corazón lo que es una señalización más allá del eje hipotálamo-hipofisario. 

Recientemente se demostró que el corazón alberga receptores de GHRH (GHRH-R), que pueden ser activados por GHRH (1-44) y por agonistas sintéticos de GHRH.

## Efectos periféricos
La GHRH regula actividades periféricas directas, como la supervivencia y la función de los islotes pancreáticos y las células beta (β) secretoras de insulina. Además regula la proliferación de células endometriales.